# Dataïsme
 (décembre 2019).
Le dataïsme est une philosophie émergente qui considère le monde comme un flux de données. Selon le dataïsme, la collecte et le traitement des données, notamment informatiques, permettent de comprendre le monde en tant qu'algorithme.

## Historique
La notion de « dataïsme » a été popularisée, par David Brooks, dans le journal The New York Times, le 4 février 2013. Dans son article intitulé « The Philosophy of data », Brooks avance que l'analyse des données, en tant qu'unités de mesure, permettrait de comprendre le passé et le présent, de prédire l’avenir, ainsi que de voir le monde tel qu'il est réellement. 
Le mot est ensuite repris par Yuval Noah Harari, dans son livre Homo deus, une brève histoire du futur. Le chapitre final intitulé « La religion des datas » traite d'une vision du monde basée sur les données. Dans la mesure où la donnée serait désignée comme une valeur suprême, le dataïsme deviendrait une techno-religion et succéderait alors à l'humanisme[réf. nécessaire].

## Philosophie du dataïsme
Pour le dataïsme, tout est lié aux datas. La valeur de toute chose est liée à sa contribution aux traitements de données. Le cerveau humain est considéré comme un système de traitement de données, car il peut créer, modifier, analyser et partager des informations. Selon le dataïsme, l’Homme n’a pas assez de puissance pour traiter la grande quantité d’information que nous avons aujourd’hui. De nouveaux algorithmes informatiques, plus intelligents mais non conscients, sont plus aptes à traiter ces données. Les dataïstes pensent ainsi que le traitement de l’information doit être réalisé par des algorithmes. 
Dans son livre Homo deus, une brève histoire du futur, Yuval Noah Harari résume les buts poursuivis selon lui par le dataïsme :
- Le but premier du dataïsme est la création d’un système universel de traitement de données, qui relierait non seulement les humains entre eux, mais aussi les animaux, les plantes, et les objets. Pour les dataïstes, Internet pourrait bien devenir ce système de traitement de données attendu, car c’est un réseau connectant de plus en plus d’entités (les objets étant de plus en plus connectés, on parle « d’Internet des objets, » ou « IoT » pour décrire ce phénomène) et qui traite les données de manière efficace grâce au big data. Ce système de traitement de données serait alors comme une sorte de Dieu omniprésent, qui serait en mesure de comprendre l’intégralité de l’univers, et donc de prendre les meilleures décisions pour les humains. Le but de la vie serait de se fondre dans ce système de traitement de données : la déconnexion signifierait la mort, car la transmission de données est interrompue dans les deux cas.
- L’avènement d’un système universel de traitement de données engendrerait une théorie permettant de comprendre le monde de manière logique et mathématique, et donc une théorie universelle, ce qui permettrait d’analyser n’importe quel phénomène avec le même outil. Cette théorie générale et universelle unifierait toutes les disciplines scientifiques[réf. nécessaire].
- La liberté de l’information. En effet, la fondation d’un système universel de traitement de données et une théorie globale ne peuvent se faire qu’avec le partage de l’information : les données doivent transiter librement sur le réseau pour pouvoir être exploitées par les algorithmes.

Dans son ouvrage Bienvenue dans le dataïsme, Laurent Darmon, docteur en science de l'information, évoque que, même si les démocraties libérales ne s'affirment pas dataïstes, ses citoyens cèdent progressivement à sa logique, c'est-à-dire un abandon de l'autorité humaine à l'autorité des algorithmes (du choix de son conjoint à la médecine personnalisée, en passant par l'affectation des étudiants ou les recommandations d'achat en ligne). Selon lui, cela se traduit par une double évolution :
- d'une économie décentralisée (chaque agent économique recherche son optimum local) à une économie centralisée (génération d'orchestrateurs de data qui agrègent l'offre et orientent la demande) ;
- de relations sociales centralisées (intermédiées par des gatekeepers) à des relations décentralisées (chacun peut converser avec tous via le web social).

## Pratique dataïste
La pratique de la quantification de soi (quantified self en anglais) peut être considérée comme relevant du dataïsme. En effet, cette pratique consiste à extraire, analyser et partager des données sur soi recueillies par différents objets connectés. Par exemple, une modalité récurrente de la quantification de soi consiste à indiquer son "humeur" et l'activité en cours à intervalle régulier sur une application dédiée permettant de visualiser d'éventuels liens entre activité réalisée et "humeur".

## Critiques
Les critiques formulées à l'encontre de la philosophie dataïste incluent des aspects concernant la sécurité des données et le respect de la vie privée.  
Les données de santé ou liées au corps, comme le rythme cardiaque, le nombre de calories perdues ou encore l’activité physique représentent des informations sensibles. Leur utilisation malveillante n'est pas impossible. 
De plus, le piratage d’objets connectés en lien avec la santé de son porteur (comme un stimulateur cardiaque par exemple) permettrait de nuire directement à la santé des utilisateurs. 
D'une manière générale, les critiques du dataïsme considèrent qu'adhérer à la philosophie dataïste implique de renoncer à une partie de sa vie privée et à son libre-arbitre.